# Kollrunger Moor
Das Naturschutzgebiet Kollrunger Moor liegt in der Ortschaft Wiesedermeer der Gemeinde Friedeburg und in der Ortschaft Brockzetel der Stadt Aurich in den Landkreisen Wittmund und Aurich. Das Kollrunger Moor ist ein Teil der ostfriesischen Zentralmoore, das zur Torfgewinnung genutzt wurde. Es gehört zur Naturräumlichen Region „Ostfriesisch-Oldenburgische Geest“.

## Allgemeines
Das NSG Kollrunger Moor hat eine Größe von ca. 279 ha und wurde im September 2007 durch das NLWKN, den Niedersächsischen Landesbetrieb für Wasserwirtschaft, Küsten- und Naturschutz unter Schutz gestellt. Es trägt das statistische Kennzeichen „NSG WE 257“.
Außerdem hat das Land Niedersachsen einen Teilbereich mit einer Größe von 179 ha als FFH-Gebiet Nr. 193 (Kollrunger Moor und Klinge), d. h. als Fläche nach der europäischen Fauna-Flora-Habitat-Richtlinie an die Europäische Union gemeldet. Damit zählt es zum europäischen Naturerbe.

## Flora und Fauna
Das Kollrunger Moor stellt sich nach dem unterschiedlich durchgeführten Torfabbau (industrieller Abbau im Bereich Brockzetel, Handtorfstiche im Bereich Kollrunge) auch in einem sehr unterschiedlichen Zustand dar. Teilweise existieren nur dünne Resttorfschichten, aber im Bereich der bäuerlichen Handtorfstiche auch Bereichen mit größerer Torfmächtigkeit. Da schon seit etwa 1987 Maßnahmen zur Wiedervernässung des Gebietes veranlasst werden, kann man im Zentrum des Gebietes wieder hochmoortypische Lebensräume antreffen.
In den hochmoortypische Lebensräumen kommen mittlerweile wieder bedrohte Arten wie die Kreuzotter oder die seltene Libellenart Hochmoor-Mosaikjungfer vor.